# 滋賀特機
滋賀特機 (しがとっき)は滋賀県大津市にある会社。

## 沿革
- 1964年5月21日 滋賀ナショナル特品販売設立
- 1967年3月 滋賀特機に社名変更

## 会社概要
松下電工 (現パナソニック)の滋賀県下代理店として設立。社名の通り松下電工製品の卸売が主力であった。業容を拡大するのに伴い社名を滋賀特機に変更した。電機機器全般の製品卸売に注力し、ほぼ業界企業と全般的に取引を行っている。また、1971年
12月より社内独立採算事業制を採用し、グループ会社と共に切磋琢磨する営業方針で経営している。

## 営業所

### 滋賀県
- 大津営業所・空調営業所・システム営業所・電設営業所・量販営業所 本社に併設
- 近江八幡営業所 〒523-0851 近江八幡市 市井町22
- 高島営業所 〒520-1221 高島市安曇川町青柳1473-2
- 長浜営業所 〒526-0845 長浜市小堀町伊吹88
- 彦根営業所 〒522-0007 彦根市古沢町姫袋448-4
- 水口営業所 〒528-0052 甲賀市水口町宇川字稲場566-1
- 守山営業所 〒524-0034 守山市千代町字高田108-1
- 八日市営業所 〒527-0091 東近江市小脇町字福563-2

## グループ会社
- 京都システムエンジニアリング
- 東洋エンジニア
- 中堀電商
- ほりでん
- ワコー電機